# 狨鼠屬
狨鼠屬（Hapalomys），哺乳綱、囓齒目、鼠科的一屬，而與狨鼠屬（海南狨鼠）同科的動物尚有非洲煙鼠屬（非洲煙鼠）、駝鼠屬（單環駝鼠）、小樹鼠屬（小樹鼠）、碩鼠屬（阿薩姆碩鼠）等之數種哺乳動物。

## 下属物种
本属包括以下物种：
- Hapalomys delacouri Thomas, 1927
- 狨鼠 Hapalomys longicaudatus Blyth, 1859
- Hapalomys suntsovi Abramov, Balakirev & Rozhnov, 2017[1]